# プレゼンティング・キャノンボール
『プレゼンティング・キャノンボール』（Presenting Cannonball）は、アメリカ合衆国のジャズ・サクソフォーン奏者、キャノンボール・アダレイが1955年に録音・発表したスタジオ・アルバム。アダレイのリーダー・アルバムとしては唯一サヴォイ・レコードから発売された。

## 解説
アダレイは1955年6月28日、ケニー・クラークのリーダー・アルバム『ボヘミア・アフター・ダーク』のサイドマンとして初録音を果たし、クラークは本作の録音にも参加した。なお、アダレイは本作の録音から1週間後の7月21日より、エマーシー・レコードで録音活動を始めている。
スコット・ヤナウはオールミュージックにおいて5点満点中3点を付け「アダレイは初期の段階で、ソウルフルな音色による力強い演奏という個性を、ほぼ確立していた」「後の素晴らしいキャリアへ至る、極めて印象深い出発点」と評している。

## 収録曲
特記なき楽曲はキャノンボール・アダレイ作。
1. スポンテイニアス・コンパッション - "Spontaneous Combustion" - 10:04
2. スティル・トーキン・トゥ・ヤ - "Still Talkin' to Ya" - 8:51
3. ア・リトル・テイスト - "A Little Taste" - 5:07
4. カリビアン・キューティ - "Caribbean Cutie" - 7:00
5. フラミンゴ - "Flamingo" (Edmund Anderson, Ted Grouya) - 6:56

## 参加ミュージシャン
- キャノンボール・アダレイ - アルト・サクソフォーン
- ナット・アダレイ - コルネット
- ハンク・ジョーンズ - ピアノ
- ポール・チェンバース - ベース
- ケニー・クラーク - ドラムス